# Christian Bravo
Christian Daniel Bravo Araneda (Iquique, 1 de outubro de 1993) é um futebolista chileno que joga como meia na Universidad de Chile.

## Carreira
Formado na Universidad de Chile, Chico Bravo estreou em 15 de maio de 2011, contra o Lota Schwager, em partida válida pela Copa Chile. Em 27 de novembro de 2011, ele estreou no Campeonato Chileno, contra o Audax Italiano.

## Estatísticas
Até 26 de fevereiro de 2012.

### Clubes
| Clube                | Temporada         | Campeonato nacional | Campeonato nacional | Copa nacional[a] | Copa nacional[a] | Competições continentais[b] | Competições continentais[b] | Outros torneios[c] | Outros torneios[c] | Total | Total |
| Clube                | Temporada         | Jogos               | Gols                | Jogos            | Gols             | Jogos                       | Gols                        | Jogos              | Gols               | Jogos | Gols  |
| -------------------- | ----------------- | ------------------- | ------------------- | ---------------- | ---------------- | --------------------------- | --------------------------- | ------------------ | ------------------ | ----- | ----- |
| Universidad de Chile | 2010              | 0                   | 0                   | 0                | 0                | 0                           | 0                           | —                  | —                  | 0     | 0     |
| Universidad de Chile | 2011              | 0                   | 0                   | 0                | 0                | 0                           | 0                           | —                  | —                  | 0     | 0     |
| Universidad de Chile | 2012              | 1                   | 0                   | 0                | 0                | 0                           | 0                           | —                  | —                  | 1     | 0     |
| Universidad de Chile | Total             | 1                   | 0                   | 0                | 0                | 0                           | 0                           | —                  | —                  | 1     | 0     |
| Total na carreira    | Total na carreira | 1                   | 0                   | 0                | 0                | 0                           | 0                           | 0                  | 0                  | 1     | 0     |

- a. ^ Jogos da Copa Chile
- b. ^ Jogos da Copa Libertadores e Copa Sul-Americana
- c. ^ Jogos do Jogo amistoso

## Títulos
Universidad de Chile
- Campeonato Chileno (Torneo Apertura): 2011 e 2012
- Campeonato Chileno (Torneo Clausura): 2011